# Yukio Kasaya
Yukio Kasaya (笠谷幸生, Kasaya Yukio) est un sauteur à ski japonais né le 17 août 1943 et mort le 23 avril 2024 à Sapporo (île d'Hokkaidō).

## Palmarès

### Jeux olympiques d'hiver
| Épreuve / Édition | Innsbruck 1964 | Grenoble 1968 | Sapporo 1972 | Innsbruck 1976 |
| Petit Tremplin    | 23e            | 23e           | Or           | 16e            |
| Grand Tremplin    | 11e            | 20e           | 7e           | 17e            |

### Championnats du monde de saut à ski
| Épreuve / Édition | Épreuve / Édition | Vysoke Tatra 1970 |
| Petit Tremplin    | Petit Tremplin    | Argent            |